# Трстеньяк, Даворин
Даворин Трстеньяк (словен. Davorin Trstenjak; 8 ноября 1817, Кралевцы — 2 февраля 1890, Стари Трг) — словенский католический священник, писатель, педагог, этимолог и историк.

## Биография
Во время Весны народов в 1848 году Трстеньяк стал сторонником идеи Объединённой Словении. Он был близким соратником Матии Маяра, автора идеи, Трстеньяк помогал в сборе подписей за создание единого политического образования, включавшего все словенские этнические территории. В отличие от Маяра Трстеняк не поехал по приглашению на Московскую этнографическую выставку 1867 года.

## Труды
- Kdo so bili Ambidravi, in kdo je sozidal starodavni mesti Virunum in Teurnia Kelti ali Venedi? V Celovcu : J. Leon, 1853
- Mesec Marije, ali častenje presvete device Marije skoz eden celi mesec s vsakdanjimi premišljevanji, molitvami in izgledi iz živlenja svetnikov, ter z molitvami v jutro, večer, pri sv. maši, za spoved ino sv. obhajilo, kak tudi s kratkim opisom naj imenitnejših Marijinih svetstev, katere slovenski romarji obiskavajo. U Gradcu: J. Sirolla, 1856
- Pannonica: spomeniški listi. Samozal. D. Trstenjak, 1887
- Weriand de Graz: zgodovinsko-rodoslovna razprava. V Celovci : pisatelj, 1884
- Triglav, mythologično raziskavanje. Samozal. D. Trstenjak, 1870
- Slovanščina v romanščini. [Ponikva]: pisatelj, 1878